# مقاطعة قندلة
مقاطعة قندلة (بالصومالية: Degmada Qandala)‏ أو كاندالة هي مقاطعة في شمال شرق محافظة باري سابقا، ومحافظة غواردافوي في الصومال حاليا، عاصمتها قندالة.

## روابط خارجية
- مقاطعات الصومال
- الخريطة الإدارية لمقاطعة قندلة